# Heliura perexcavatum
Heliura perexcavatum là một loài bướm đêm thuộc phân họ Arctiinae, họ Erebidae.